# Cirsodes arceno
Cirsodes arceno är en fjärilsart som beskrevs av Druce 1891. Cirsodes arceno ingår i släktet Cirsodes och familjen mätare. Inga underarter finns listade i Catalogue of Life.